# El Fuerte (Sinaloa)
El Fuerte es una ciudad mexicana del estado de Sinaloa, cabecera del municipio del mismo nombre. Cuenta con atractivos naturales, históricos, arquitectónicos, culturales y arraigadas tradiciones yoremes, además de ubicarse dentro del Circuito Ecoturístico Mar de Cortés - Barrancas del Cobre. En el año de 2009, El Fuerte fue incluido en el programa turístico Pueblos Mágicos.

## Historia
En 1563 el español de origen vasco Francisco de Ibarra funda la Villa de San Juan Bautista de Carapoa en el Valle Carapoa o Cinaro, a unos 30 kilómetros del emplazamiento actual de la ciudad de El Fuerte, en la orilla izquierda del río Zuaque (Fuerte), pero esta localidad tuvo una duración muy breve, ya que fue atacada e incendiada por los belicosos indios Tehuecos. Tal destrucción hizo necesaria la construcción de un fuerte para dar protección a los colonizadores novohispanos, iniciándose las obras en 1610 bajo la dirección de Diego Martínez de Hurdaide, que llamó al nuevo asentamiento fortificado Fuerte del Marqués de Montesclaros. Este fuerte daría a mediados del siglo XVII lugar a la villa del Fuerte de Montesclaros, abreviada como El Fuerte, que sería la ciudad que dio origen al distrito y hoy en día al municipio de El Fuerte.
Una vez consumada la Independencia de México, el 31 de octubre de 1825 se promulgó la Constitución Política del Estado Libre de Occidente, el cual comprendía la extensión territorial de los actuales estados de Sinaloa y Sonora, y parte del estado de Arizona. El Fuerte fue nombrada la primera ciudad capital del Estado de Occidente, cabecera que se componía por los partidos de El Fuerte, Álamos y Sinaloa.
El 19 de agosto de 1858, Plácido Vega promulgó en esta ciudad el Plan de El Fuerte, pugnando contra del Plan de Tacubaya.

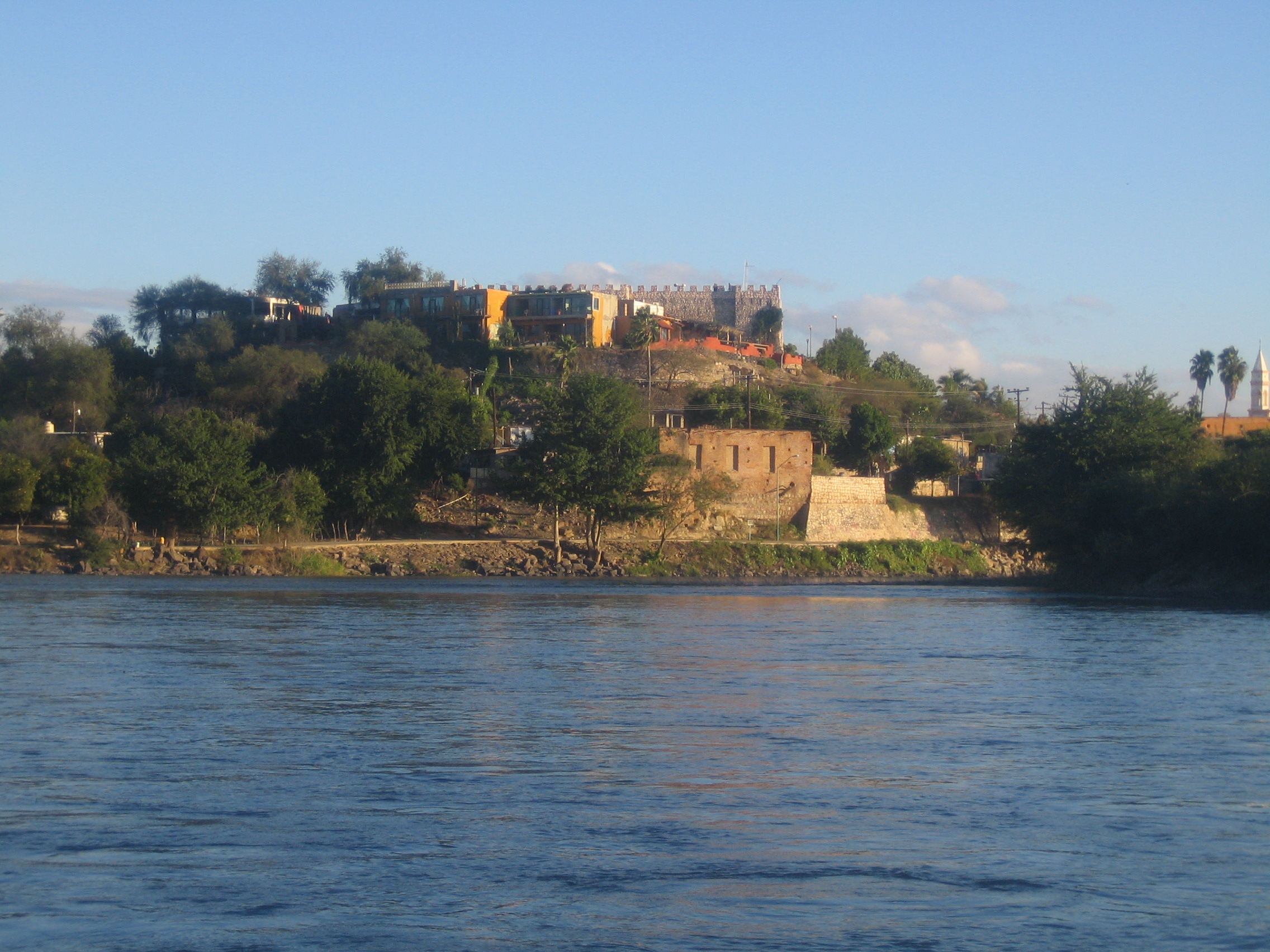
Edificio del fuerte en Sinaloa

El 2 de agosto de 1861, El Fuerte fue saqueado por el teniente Antonio Estévez y sus hombres, quienes se rebelaron contra el Gobierno de la República. El Fuerte fue un edificio construido para que los soldados se defendieran del ataque de los indios.

## Cultura
Sin duda uno de los mayores tesoros de este Municipio es la Cultura Mayo - Yoreme, rica en costumbres y tradiciones. Según algunos historiadores conjuntamente con otras tribus como los yaquis, raramuris y pimas; descienden de la gran corriente migratoria que hace aproximadamente 1000 años bajó de la Región del Río Colorado hacia el Valle de México, y pertenecían a la llamada cultura "Yuto–Azteca", derivación de una cultura anterior llamada "Proto-Yuto-Azteca".
Los indígenas mayos se llaman a sí mismos "yoremem". Su lengua natural es el mayo. Viven y siguen viviendo su cristianismo en régimen de total autogestión. Conservan su gobierno tradicional, el cual se integra en el Consejo Supremo, encabezado por el Cobanaro, jefe encargado de mantener la unidad y preservar la filosofía ancestral y las costumbres.
La población yoreme del Municipio del Fuerte es de aproximadamente 15 % del total del Municipio, contando con cerca de 48 comunidades integradas en su mayoría por yoremes, entre las que destacan Mochicahui, ubicado a 18 kilómetros de la ciudad de Los Mochis donde, además de respirar un ambiente colonial en algunas de sus edificaciones, usted puede visitar el Instituto de Antropología, El Cerro de la Tortuga y La Iglesia; Capomos, situado a 15 kilómetros de la ciudad de El Fuerte que se distingue por su medicina indígena tradicional y piezas únicas de barro elaboradas a mano por sus alfareras; y Tehueco, donde se puede visitar su actual Iglesia, las ruinas de una antigua iglesia construida por los misioneros jesuitas, y su Centro Ceremonial (enramada).
Existen 7 Centros Ceremoniales: Mochicahui, Jahuara II, Teputcahui, Capomos, Sivirijoa, Tehueco y Charay, lugares donde se congregan los habitantes de las comunidades indígenas de los alrededores para la realización de sus reuniones o eventos especiales, rituales, así como la celebración de sus fiestas tradicionales: Semana Santa, Día de Muertos, Yumachis, Bajito, Fiestas Grandes, Fiestas Decembrinas y las que hacen especialmente en honor a sus Santos como: San Juan, San Antonio, la Virgen de la Candelaria, San Jerónimo, San Miguel, la Virgen de Guadalupe, la Santa Cruz, la Virgen María, la Virgen de la Purísima Concepción, entre otras, donde se pueden apreciar sus danzas tradicionales como el pascola, el venado, los matachines, que representan el espíritu festivo del pueblo mayo, además de saborear el huacavaqui que junto con las tortillas de nixtamal maíz con sal, cebolla y oregáno, gallina pinta, tamales de yorimuni, pipián de iguana, quelites y atole de maíz, representan los platos típicos de esta cultura.
Mochicahui, La Misión, Charay, Tehueco, Capomos y Jahuara son pueblos que conservan arraigadas y profundas tradiciones yoreme-mayo, donde se puede apreciar fielmente la grandeza de un pueblo que ha luchado por conservar sus tradiciones por más de 400 años.

## Arte rupestre
La cuenca del Río Fuerte es muy rica en inscripciones rupestres dejadas por grupos nahoas que siglos atrás transitaron por el corredor migratorio Sinaloense, muchos de ellos todavía no han sido estudiados, incluso el acceso a los mismos es un tanto difícil. El Cerro de la Máscara es un complejo petroglifo, considerado como uno de los principales del Estado por el número de grabados y la diversidad de contenidos; se ubica en la margen del Río Fuerte aproximadamente a 5 kilómetros de la ciudad. En total, existen aproximadamente 45 piedras que en conjunto contienen más de 100 grabados, cuya antigüedad se estima entre los 800 y los 2500 años, en etapas diferentes de aplicación escultórica y que, por la memoria histórica, deben pertenecer a migraciones toltecas y aztecas. Destacando entre ellos: la Piedra enterrada de la Diosa de la Fertilidad o Mujer Parturienta, El Jefe, Piedra de las Pisas, La Flor, Grabados Geométricos, Rostros, entre otras.

## Fiestas y tradiciones
Las fiestas tradicionales de la ciudad cabecera destacan: el Viacrucis de Semana Santa con más de 15 años de tradición, el aniversario de nuestro municipio el día 24 de junio, las Fiestas Patrias del 15 y 16 de septiembre, la tradicional Feria del 20 de noviembre, El Festival Cultural Inapo El Fuerte, la celebración de la Virgen de Guadalupe, el Baile de Año Nuevo.

## Artesanías
La cestería, mueblería, tejidos de palma, alfarería, ebanistería y textilería conforman las artesanías de este Municipio que posee una de las muestras más ricas del Estado de Sinaloa, destacando hermosos trabajos artesanales elaborados principalmente por artesanos yoremes, entre las que destacan: las cobijas y zarapes de lana de la Alameda; ollas y loza de barro hechas en Capomos; figuras talladas de madera principalmente de judíos y danzantes del venado y pascola elaborados en Capomos y Mochicahui; sombreros, canastas, bolsas y otros artículos tejidos en palma en Bamicori, El Realito, Tetaroba y Lo de Vega; sillas y mesas de guasima hechas en Capomos; bules pintados por Angelo en El Fuerte; además de la vestimenta e indumentaria que utilizan los mayos en sus festividades religiosas y paganas como: tenabaris, ayales, máscaras, coyolis, cabezas de venado, jiruquias elaborados en Capomos, Mochicahui, La Alameda y otras comunidades yoremes.

## Gastronomía
Los platos típicos de esta región son: Pollos asados, callos de lobina, cocido, chilorio, machaca, gorditas, tostadas, tacos dorados, panela fresca, menudo, pozole; tamales de piña, de carne, de elote y de dulce; caldo de carne, y barbacoa. En la cabecera municipal se han hecho costumbre los platillos a base de lobina como: los chicharrones, callos, albóndigas, filete zarandeado, empanizado o flameado, así como las mariscadas y los langostinos (cauques) preparados de diferentes maneras.
En dulces encontramos pepitorias, arroz con leche, jamoncillos, cocadas, capirotada, tacuarines (coricos), coyotas, empanadas de colachi y de leche quemada, semitas, melcocha, buñuelos, gorditas de queso.
Bebidas típicas son el atole de pinole y el de maíz, el agua de cebada, de horchata y de diferentes sabores de fruta de la temporada.

## Comunicaciones
Actualmente será atravesado El Fuerte Sinaloa con Choix desde Topolobampo hasta La Junta actualmente la Carretera Los Mochis-El Fuerte-Choix será ampliada a 4 carriles, donde imprimió un desarrollo económico en el ramo del turismo, comercio e industria y así como movimiento vehicular a gran escala ahora será atravesado como una ruta desde Topolobampo hasta Chihuahua por Cuauhtémoc Chihuahua y hay una propuesta de supercarretera El Fuerte-Álamos (Sonora) por lo cual se pretende dar un corredor turístico-comercial a la sierra de Álamos-Tarahumara, Valle Yaqui-Mayo y Valle del Fuerte. También puede llegarse por el Tren turístico Chepe, que tiene parada en la Estación El Fuerte.

## Personajes célebres
- Plácido Vega. Militar y gobernador del estado de Sinaloa.
- Leonardo Álvarez Delgado. Primer médico legista del estado de Sinaloa.
- Rodolfo Fierro. Militar mexicano que participó en la Revolución Mexicana como brazo derecho de Francisco Villa.
- Felipe Bachomo, el último rebelde indígena.
- Pablo Macias Valenzuela. Político y militar, gobernador del estado de Sinaloa.
- José Felipe Gómez. Primer impresor del estado del noroeste.  Se dice que fue impresor de los Hermanos Rayón y del mismo José María Morelos y Pavón
- Gabriel Lugo Morales. Beisbolista
- David Castañeda. Actor